# Артър Скаргил
Артър Скаргил (на английски: Arthur Scargill) е английски синдикалист и политик.
Той е роден на 11 януари 1938 г. в Барнсли. От 1981 до 2000 г. е председател на Националния съюз на минните работници, един от най-влиятелните британски профсъюзи. Скаргил оглавява голямата стачка от 1984 – 1985 година, противопоставила се неуспешно на политиката на правителството на Маргарет Тачър. През 1996 г. основава Социалистическата работническа партия, която не постига големи изборни успехи.